# Breaking the Law
Breaking the Law – piosenka heavymetalowa zespołu Judas Priest, wydana w 1980 roku jako singel promujący album British Steel.

## Treść
Piosenka opowiada o człowieku zmęczonym monotonią codziennego życia, który w efekcie tego postanawia podjąć ryzyko i rozpocząć łamać prawo. Zdaniem twórcy tekstu Roba Halforda inspiracją do powstania piosenki było dojście w 1979 roku do władzy Margaret Thatcher. Według muzyka w tym okresie upadał przemysł i rosło bezrobocie, a młodzi ludzie pozostawali bez perspektyw. Pisząc tekst Halford zatem, jak twierdził, próbował wczuć się w umysł młodego, bezrobotnego mężczyzny.

## Powstanie
Gitarzysta Glenn Tipton wyjaśnił, że pewnego dnia zespół wymyślił charakterystyczny riff, a Halford śpiewał wówczas „breaking the law, breaking the law”. Według muzyka „piosenka napisała się sama”, a trwało to około godzinę.
W utworze pojawia się dźwięk tłuczonego szkła oraz syrena policyjna. Dźwięk szkła zespół uzyskał, rozbijając o podłogę puste butelki po mleku, zaś dźwięki syreny imitowało tremolo zastosowane przez Tiptona.

## Teledysk
Teledysk został wyreżyserowany przez Juliena Temple'a. W klipie zespół występuje w roli osób napadających na bank. W pierwszej zwrotce Halford jedzie Cadillakiem w stronę banku, gdzie następnie spotyka się z resztą zespołu. Zespół dokonuje włamania do sejfu za pomocą instrumentów, kradnąc złotą płytę za album British Steel. Obudzony głośną muzyką ochroniarz nie interweniuje, przypatrując się jedynie w telewizor. Po ucieczce zespołu ochroniarz sięga po gitarę i zaczyna się kołysać w rytm melodii. 

## Odbiór
Jest to jedna z najpopularniejszych piosenek Judas Priest. Zajęła dwunaste miejsce na liście UK Singles Chart. Znalazł się ponadto na czterdziestym miejscu w zestawieniu najlepszych piosenek metalowych VH1, a także na dwunastym zestawieniu najlepszych piosenek hardrockowych tej samej stacji.

## Wykorzystanie i covery
Utwór był wielokrotnie wykorzystywany. W serii Beavis i Butt-head pojawiał się, kiedy tytułowi bohaterowie świadomie robili coś niezgodnego z prawem. Pojawił się ponadto w odc. „Steal This” serialu Simpsonowie, kiedy to ścigany przez FBI za piractwo Homer Simpson zostaje uratowany przez zespół, gdy ten wykonuje sfałszowaną wersję piosenki. Piosenkę wykorzystano także w reklamie State Farm z udziałem Aarona Rodgersa.
Utwór był wielokrotnie coverowany, m.in. przez Hammerfall, Pansy Division, Doro, Therapy?, Mavericks czy Hayseed Dixie.